# Dufry
Dufry AG is een Zwitsers onderneming die werd opgericht in 1865. De onderneming baat belastingvrije winkels en gemakswinkels uit op luchthavens, cruiseschepen, zeehavens, treinstations en in centrale toeristische gebieden. Dufry heeft zijn hoofdkantoor in Bazel en heeft bijna 36.000 mensen in dienst. Het is actief in meer dan 65 landen over de hele wereld. De aandelen van de onderneming worden openbaar verhandeld op de Zwitserse beurs, de Swiss Exchange.